# Leti-Inseln
Die indonesischen Leti-Inseln (indon. Kepulauan Leti) gehören zu den Südlichen Molukken.

## Geographie
Die drei Leti-Inseln liegen östlich von Timor und südöstlich von Wetar. Die größte Insel ist Moa mit der größten Siedlung Pati im Süden. Westlich von Moa liegt, jenseits der Moastraße, das kleinere Leti mit dem Ort Serwaru an der Nordküste, östlich der Lakorstraße, die Insel Lakor mit dem Ort Werwawan (Warwawang, Werwaru) an der Nordküste. Die Gesamtfläche der Inseln beträgt etwa 750 Quadratkilometer.
Die Leti-Inseln bilden die Kecamatans Leti Moa Lakor, Pulau Lakor und Pulau Moa, (Kabupaten Südwestmolukken (Maluku Barat Daya), Provinz Maluku). Hauptort vom Kabupaten ist Tiakur, an der Westküste Moa.

## Einwohner

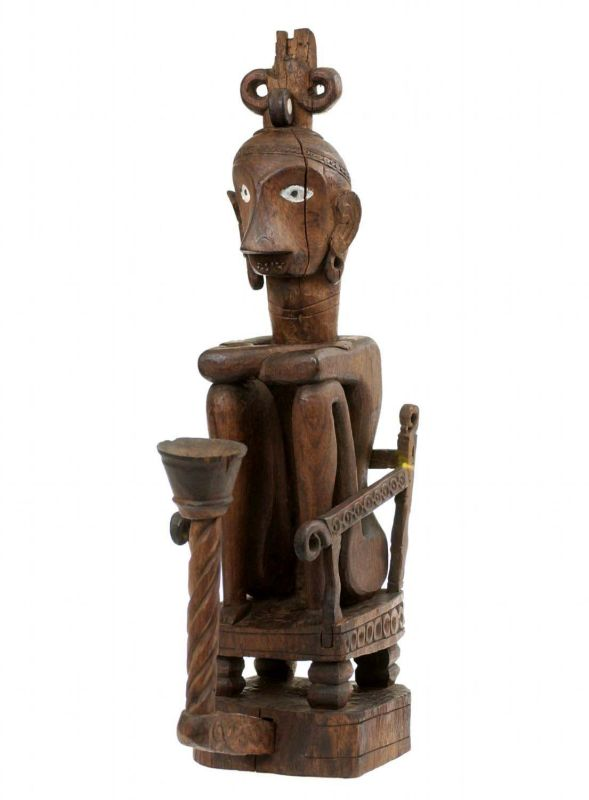
Traditionelle Kunst von den Leti-Inseln

Auf der Inselgruppe leben etwa 16.600 Menschen, 7.000 davon auf der Insel Leti. Dort spricht man die austronesische Sprache Leti.
Traditionell bestand mit den Fataluku aus dem osttimoresischen Tutuala eine enge Handelsbeziehung, die auch zu einem kulturellen Austausch führte. Osttimor liegt nur einen Segeltag von Leti entfernt. Eine Handelsware waren Batik-Sarongs. Seit der Unabhängigkeit Osttimors 2002 ist der traditionelle Handel über die nationalen Grenzen allerdings zurückgegangen.